# Назарова, Рена Рафиковна
Рена Рафиковна Назарова (укр. Рена Рафіковна Назарова; род. 24 мая 1983 года, Киев) — украинская тележурналистка, общественный деятель, политик.
Член Национального союза журналистов Украины, на протяжении 7 лет автор и ведущая социального ток-НЕшоу «Киевский форум», лидер одноимённой общественной организации, депутат Киевского городского совета 7 созыва (№ 3 в списке партии «УДАР Виталия Кличко»).

## Образование
Магистр журналистики. В 2006 году окончила Институт журналистики Киевского национального университета им. Т. Г. Шевченко.

## Публичная деятельность
С 2004 года — на телевидении. Ведущая программ — «За київським часом», «Місце зустрічі: Хрещатик, 26», «По суті», «Інший погляд».
2009 г. — главный редактор «Першого громадського».
2012—2013 — шеф-редактор газеты «Київський форум».
С 2007 по 2014 гг. автор и ведущая социального проекта — ток-НЕшоу «Київський форум»: сначала на Киевской Государственной ТелеРадиоКомпании (КГТРК), после — на телеканале ZIK.
«Київський форум» освещает актуальные для киевлян проблемы, способствует их решению. Среди гостей форума — всеукраинские и киевские политики, чиновники, власть, депутаты Киевсовета, представители общественных организаций, журналисты и социально активные киевляне. Основные темы «Киевского форума» — незаконные застройки, жилищные проблемы, уничтожение зеленых зон, реформа ЖКХ, транспортный кризис, тарифная политика, качество медицинского обслуживания, выборы в столице и др.
Телепередачу Рены Назаровой неоднократно пытались закрыть по политическим мотивам. Однако общественность Киева отстояла передачу.
Лозунг форума: «Судьба нашего города — только в наших руках». Медиа-проект «Киевский форум» объединяет телепередачу, Интернет-сайт, одноимённую газету и общественную организацию. Проект не коммерческий, существует на средства общественной организации.

## Политическая деятельность
2012, октябрь — кандидат в депутаты Верховной Рады Украины по 222 округу в г. Киев (2 место, 25 % голосов).
2014, май — депутат Киевсовета, № 3 в списке партии «УДАР Виталия Кличко».
Патриот, сторонник сильного и самостоятельного украинского государства без политической интеграции в военно-политические союзы.
На местном уровне поддерживает восстановление реального разветвленного местного самоуправления.
Инициатор создания общественного телевидения Киева — Суспільного телебачення Києва (СТК).
Общественность поддержала эту инициативу и обратилась к киевскому городскому голове Виталию Кличку и депутатам Киевсовета о создании СТК на базе коммунальной телекомпании «Киев».
19 июня 2014 г. на пленарном заседании Киевсовета Рена Назарова стала секретарем комиссии по вопросам информационной политики и рекламы. Как известно, комиссия создала рабочую группу по подготовке решения Киевсовета «Про створення Суспільного телебачення Києва» во главе с Реной Назаровой. Комиссия планирует вынести проект решения о создании СТК на голосование Киеврады в конце июля 2014 г..

## Семья
В разводе. Есть дочь.